# Ong ruồi
Ong ruồi là tên gọi để chỉ các loài ong phân chi Micrapis trong chi ong mật, thuộc họ ong mật. Ong nhỏ con (bằng con ruồi trâu). Đàn ít con, nọc ít độc, mật thơm nhưng rất ít nên không nuôi lấy mật. Trong tự nhiên hay làm tổ trong bụi cỏ hay dưới cành cây to hoặc cũng ở trên cây dừa, sống hoang dại, có thể bắt về nuôi được. Mật ong ruồi hay ong Ý, ong Khoái có giá trị ngang nhau khi ong lấy mật cùng nguồn hoa. Ngoài ra, mỗi tổ ong ruồi chỉ cho khoảng 250ml, và người Việt Nam ưa chuộng mật ong rừng mật nên loại mật ong này khá hiếm trên thị trường và giá bán cũng cao hơn nhiều so với các loại mật ong khác.
Mật ong ruồi khó xuất khẩu hơn so với ong Ý(nuôi) vì người khai thác thường vắt mật non, ong chưa luyện mật và khi vắt không có dụng cụ vệ sinh nên khi kiểm nghiệm thường bị nhiễm khuẩn, hoặc chua.

## Miêu tả
Ong thợ có kích thước 7-10mm và chiều dài cánh trước 6-7mm

## Lấy mật
Khi phát hiện thấy tổ ong, thợ trèo thoăn thoát lên cây, bật lửa châm điếu thuốc lá, phun liền mấy ngụm khói, rồi nhanh tay cắt tàn ong ra khỏi cuống dừa. Vào những tháng mùa mưa, ong ruồi làm việc kém hơn, nên những vòm mật được túm lá chuối, kết thành từng chùm.
Mật ong ruồi nguyên chất bắt tại rừng có cấu tạo đặc biệt về mặt dinh dưỡng nên được dùng để điều chỉnh trọng lượng cơ thể rất an toàn. Tuỳ theo cách sử dụng mà mật ong có thể khiến ta mập lên hay gầy đi.
- Cụ thể, nếu sử dụng mật ong pha với nước ấm (nếu pha với nước nóng thì sẽ làm mất các hoạt chất của mật ong) dùng để uống trước bữa ăn hay uống vào buổi sáng sớm hay thay thế luôn bữa ăn tối thì bạn có thể giảm cân mà không thấy mệt mỏi bởi vì năng lượng được cung cấp bởi mật ong là rất lớn, đủ đáp ứng nhu cầu năng lượng của cơ thể. Theo một số nhà khoa học thì trong mật ong có chứa những chất giúp đánh tan mỡ và làm giảm tiết dịch vị của dạ dày, khiến bạn không chỉ cảm thấy no lâu mà các mô mỡ cũng bị tiêu diệt một cách âm thầm.
- Với người muốn tăng cân thì chỉ cần ăn hoặc uống mật ong sau bữa ăn, thì mật ong giúp ăn ngon miệng hơn và do năng lượng lớn nên sẽ làm tăng cân.[cần dẫn nguồn]